# Limont-Fontaine
Limont-Fontaine è un comune francese di 577 abitanti situato nel dipartimento del Nord nella regione dell'Alta Francia.

## Società

### Evoluzione demografica
Abitanti censiti